# 초계 분지

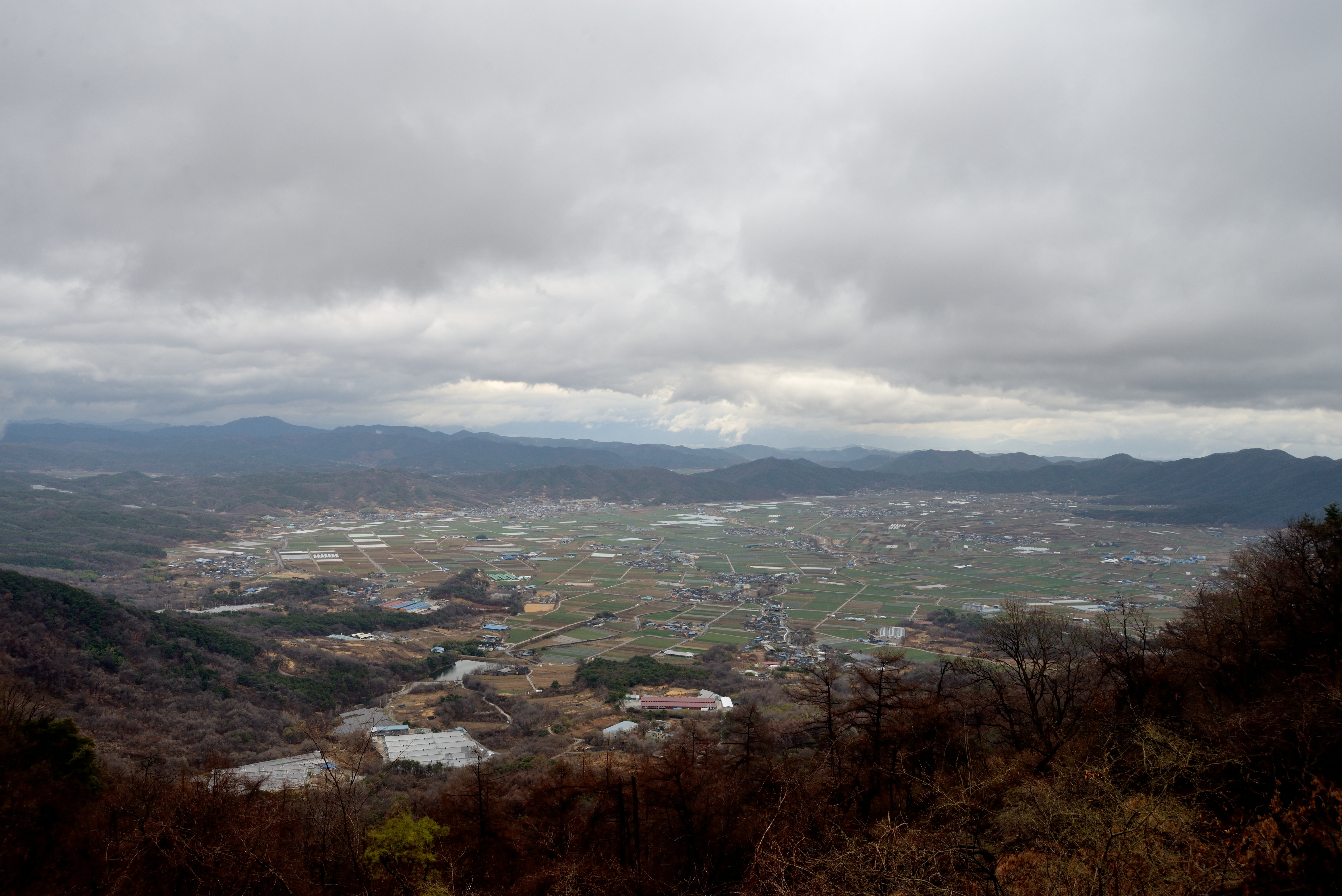
초계분지 전경

초계 분지(草溪盆地) 또는 적중-초계 분지는 경상남도 합천군 초계면과 적중면에 위치한 분지이다. 지질학적으로 특이한 분지 구조로서 운석 충돌설, 기반암 풍화설 등의 형성 가설이 제시되어 왔으나, 2020년 시추 조사에서 충돌에 따른 암석 파괴의 증거가 발견되어 거대 운석 충돌구임이 확인되었다. 

## 지리
동서 길이 8km, 남북 길이 5km의 타원형 분지로, 초계 분지 북부에는 국도 제24호선과 지방도 제907호선이 지나가고 있다. 초계 분지는 전체적으로 북쪽에는 단봉산 등의 150~200m 안팎의 구릉성 산지가 발달되어 있고, 남쪽은 북쪽보다 상대적으로 높은 대암산(591m), 무월봉, 미타산 등의 500~600 m 이상의 비교적 높은 산지가 발달되어 있다.
초계 분지 내부를 흐르는 소하천 8지류는 전부 북쪽으로 모여들어 황강으로 배수되는 폐쇄형 분지를 보이고 있다. 산록 완사면은 초계면 원당리, 유하리에서 약간 발달하였고, 배후 산지와 접하는 대부분의 가장자리는 소규모 곡지에서 쌓인 퇴적물이 소규모 선상지를 이루어 일찍이 경작지로 이용되었다.

## 지질

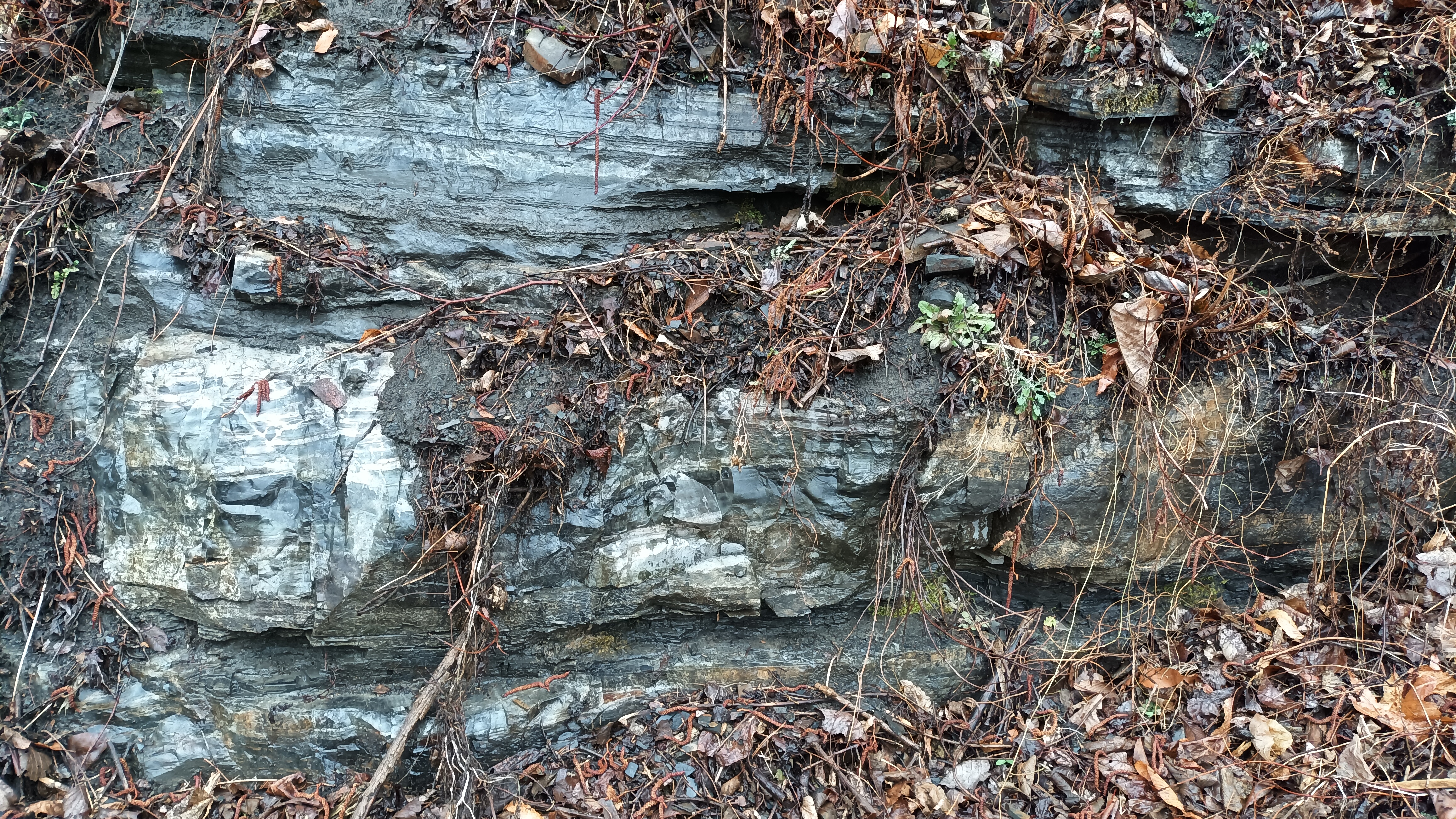
초계분지 남쪽의 경상 누층군 진주층 노두

초계 분지 일대에는 중생대 백악기 경상 누층군의 퇴적암 지층들과 이를 관입한 화성암이 분포한다. 진주층은 사암, 셰일, 이암에 흑색 내지 암회색 셰일이 협재되며 드물게 역암이 있다. 칠곡층은 사암과 적색 셰일이 교호하며 열변성작용을 받았다. 흑운모 화강암은 초계 분지의 남쪽에서 칠곡층을 암주상으로 관입하였다.

## 형성

### 운석 충돌설
초계 분지 지역에는 경상 누층군 진주층이 분포한다. 초계 분지의 형성에 대해서는 여러 설이 있었으나, 분지 지하에 충격으로 변성된 암석층이 발견되면서 운석 충돌설이 유력하다. 최광선 외(2001)는 중력을 측정하고 이 분지의 구조가 운석충돌에 의해 생성되었을 가능성을 제시하였다. 분지 중심부의 중력이 낮게 측정되는데, 이는 운석 충돌에 의해 기반암이 파쇄되었기 때문으로 추정된다. 크레이터가 형성된 시점은 3만년에서 6.3만년 사이로 추정된다.
한국지질자원연구원의 임재수(2020)는 초계 분지에서 강력한 운석충돌 에너지로 인해 만들어진 석영의 평면변형 구조와 시추에서 나온 충격 원뿔형 구조(shatter cone)를 발견하여, 초계 분지가 운석충돌구라는 사실을 입증하였다.

### 기반암 풍화설
한국지역지리학회의 황상일과 윤순옥(2016)은 기반암의 차별 침식이나 운석충돌보다 지질구조선이나 단층을 따라 기반암이 풍화되어 분지가 형성되었을 가능성을 제기했다. 초계 분지에는 다수의 지질 구조선(lineament) 특히 분지의 중앙을 남-북으로 지나는 단층이 있는데 이 단층에 의해 동쪽의 진주층이 200~250 m 침강하였고 침강한 진주층이 분지 가장자리를 따라 분포한다. 이에 침식과 풍화에 약한 퇴적암인 진주층 지역에 지질구조선이 높은 밀도로 형성되어 분지가 형성된 것으로 추정하였다.

### 차별침식설
장재훈(2002)은 분지 지하에 화강암이 분포하고 이것이 양구군의 해안분지처럼 차별 침식당해 분지가 형성된 것으로 추정하였으나 지질 조사를 통해 분저 지하 40~80 m에도 여전히 경상 누층군의 퇴적암이 있는 것으로 확인되었으며 분지 지하와 이를 둘러싼 분수계가 동일한 진주층으로 차별 침식이라고 보기는 어렵다.

## 역사
초계 분지는 조선시대에는 합천군 동부 지역을 관할하던 초계현의 중심지이기도 하였고, 매월 5, 10, 15, 20, 25, 30일에는 초계 5일장이 열린다. 임진왜란 당시에는 이순신 장군이 머문 적이 있다.

## 같이 보기
- 합천군의 지질